# Де Ассис, Эдер Алейшо
Эдер Алейшо де Ассис (порт. Éder Aleixo de Assis; 25 мая 1957 года, Веспасьяно, штат Минас-Жерайс) — бразильский футболист, нападающий. Выступал за сборную Бразилии. Участник Золотого Кубка чемпионов мира 1980-81, Чемпионата мира 1982, Кубка Америки 1983.

## Карьера

### Клубная
Первое пребывание Эдера в составе «Атлетико Минейро» (1980-1985) ознаменовалось его первыми большими успехами как в клубе, так и в сборной. Вскоре после перехода из «Гремио» он был приглашён в состав «селесао», сместив с позиции левого нападающего Зе Сержио из «Сан-Паулу».

### Международная
Международная известность пришла к Эдеру во время чемпионата мира 1982 года в Испании. В первом же матче сборной Бразилии на турнире Эдер из-за пределов штрафной площади забил эффектный победный гол в ворота сборной СССР. Затем в игре против Шотландии Эдер эффектным ударом с дальней дистанции перебросил мяч за спину голкипера прямо в девятку. В матче второго группового этапа против аргентинцев штрафной в исполнении Эдера привёл к первому голу сборной Бразилии. После чемпионата Эдер неоднократно включался в составы различных символических сборных.
Участвовал в отборочных матчах к чемпионату мира 1986 года, но из-за неспортивного поведения в товарищеском матче со сборной Перу был отлучён от сборной и в Мексику не поехал. После 1986 года Эдер, как и большинство из плеяды звёзд сборной Теле Сантаны, завершил выступления за национальную команду.

## Достижения
Гремио
- Чемпион штата Риу-Гранди-ду-Сул: 1977, 1979

Атлетико Минейро
- Вице Чемпион Бразилии: 1980
- Чемпион штата Минас-Жерайс: 1980, 1981, 1982, 1983, 1985, 1989, 1995
- Победитель Турнира 4-х клубов в Париже (Франция): 1982
- Победитель Турнира 4-х клубов в Бильбао (Испания): 1982
- Победитель Турнира 4-х клубов в Берне (Швейцария): 1983
- Победитель Турнира 4-х клубов в Амстердаме (Голландия): 1984
- Победитель Турнира Рамона де Карранса в Кадисе (Испания): 1990

Крузейро
- Обладатель Кубка Бразилии: 1993

Сборная Бразилии
- 2-е место на Золотом Кубке Чемпионов мира: 1980/81 (Уругвай)
- 5-е место на Чемпионате мира 1982 (Испания)
- Премия честной игры на Чемпионате мира 1982 (Испания)
- 2-е место на Кубке Америки 1983

Личные
- Обладатель Серебряного мяча по версии журнала «Плакар»: 1983